# Apache Junction
Apache Junction er en by, der ligger i Pinal County i delstaten Arizona i USA. Byen har 38.499 (2020) indbyggere. Den ligger ca. 56 km øst for Phoenix' centrum, hvor hovedvejene US 60, US 89 og SR 88 mødes.
For fem årtier siden var Apache Junction kun en tankstation på skillevejen, men efterfølgende voksede stedet til et større samfund. Placeret ved foden af de legendariske Superstition Mountains er Apache Junction blevet kendt som genvejen til Apache-sporet, en historisk og for det meste støvet vej, som snor sig igennem spektakulære canyoner, mens den baner vej igennem Arizonas ørken- og søområder.
I nærheden af Apache Junction ligger Lost Dutchman State Park, som byder på en imponerende udsigt over de massive Superstition-bjerge.